# Пахолок Роман Іванович
Роман Іванович Пахолок (нар. 22 червня 1957, с. Трудове, нині Нова Могильниця, Україна) — український учитель, краєзнавець, громадсько-політичний діяч. Кандидат педагогічних наук (2015). Член Національної спілки журналістів Україна.

## Життєпис
Роман Пахолок народився 22 червня 1957 року в селі Трудове, нині Нова Могильниця Теребовлянського району Тернопільської області України.
Закінчив Чернівецький університет (1979, спеціальність — романо-германські мови та література), Університет менеджменту освіти (м. Київ; 2010, спеціальність — управління навчальним закладом). Працював вчителем французької мови Вікторівської восьмирічної школи Івано-Франківської області (1979—1991), приватним підприємцем (1991—1993), завідувачем складу Теребовлянської районної лікарні (1993—1995); від 1995 — в Чортківському гуманітарно-педагогічному коледжі: викладач іноземних мов, директор (від травня 2009).
Перебуваючи на посаді директора:
- реорганізовано училище в коледж;
- створено комфортні умови для праці;
- виконано роботи, пов'язані з енергозбереженням будівель коледжу;
- реконструйовано 70 відсотків аудиторного фонду;
- оновлено фонд технічних засобів навчання та музичних інструментів;
- поліпшено житлово-побутові умови мешканців гуртожитку;
- встановлено погруддя Олександра Барвінського;
- встановлено скульптурну композицію «Ангел з хрестом»;
- встановлено меморіальну дошка на честь річниці підняття національного прапора в місті Чорткові;
- збудовано літню концертно-навчальну сцену, оновлено дизайн подвір'я коледжу, придбано автобус (2014).

### Громадсько-політична діяльність
Кандидат у народні депутати України по Чортківському одномандатному виборчому окрузі № 167 (Тернопільська область) від «Батьківщини» під час виборів 21 липня 2019 року..

### Наукова діяльність
У 2015 році захистив кандидатську дисертацію «Розвиток чоловічої освіти на західноукраїнських землях» за спеціальністю — 13.00.01 — загальна педагогіка та історія педагогіки у спеціалізованій вченій раді Тернопільського національного педагогічного університету імені Володимира Гнатюка.
Праці
- Розвиток чоловічої освіти на західноукраїнських землях (2015).

Наукова періодика
- Реформа богословської освіти в Галичині (2012),
- Дидактичні особливості навчального процесу в чоловічих західноукраїнських гімназіях (2013),
- Науково-освітня діяльність Марії Пастернак (2013),
- Особливості організації середньої ланки чоловічої освіти у західноукраїнських гімназіях (2013),
- Студентська науково-дослідницька робота в системі чоловічої богословської освіти Галичини (2013),
- Упровадження теоретико-практичних напрацювань західноукраїнських чоловічих навчальних закладів кінця XVIII — першої третини XX ст. у сучасну освітньо-виховну практику (2014) та інші.

## Родина
Одружений. Дружина — Зоряна Пахолок, сини — Тарас, Андрій і Матвій.

## Доробок
Видав збірки власних віршів. 
Організатор археологічних досліджень з пошуку місця захоронення 56-х українських патріотів, яких 27 листопада 1942 року розстріляли  нацисти, жертв Ягільницької трагедії.
Досліджував унікальні документи учасників національно-визвольного руху ОУН-УПА, які були знайдені у старому вулику в селі Стара Ягільниця Чортківського району.

## Нагороди
- нагрудний знак «Відмінник народної освіти УРСР» (1990);
- почесна грамота Міністерства освіти і науки України (2009)
- диплом Міністерства освіти і науки України (2010) — за високий внесок в реалізацію національної доктрини розвитку педагогічної освіти в Україні;
- лауреат конкурсу «Людина року—2015» (Тернопільщина)[5],
- почесна грамота Верховної Ради України (2017);
- титул «Звитяга року — 2017» в номінації «Добродійна, просвітницька діяльність, відродження духовності нації» Чортківського району[6];
- заслужений працівник культури України[4].